# Brum (czasopismo)
Brum. Magazyn młodych bandytów – miesięcznik muzyczny o tematyce rockowej wydawany w Polsce w latach 1993–1999. Czasopismo powstało w Warszawie w połowie 1993 roku. Początkowo było ono „przedłużeniem” audycji Brum Programu III Polskiego Radia.
Miesięcznik początkowo skupiał się na polskiej scenie muzycznej. Dopiero w 1995 wprowadzono recenzje wykonawców zagranicznych, przechodząc potem do większych artykułów i wywiadów.
Większość objętości każdego numeru zajmowały teksty o muzyce i kulturze alternatywnej. Co jakiś czas dołączano do pisma kasetę magnetofonową lub płytę kompaktową z nagraniami m.in. młodych zespołów. Do najważniejszych takich „dodatków” zalicza się, dołączoną do numeru z grudnia 1997, płytę z niepublikowanymi nagraniami, m.in. „Impro” grupy Ścianka. Brum wyróżniał się także swobodnym językiem oraz oryginalną, krzykliwą szatą graficzną, utrzymaną w żywych kolorach.
Redaktorem naczelnym pisma był przez cały czas Kuba Wojewódzki.

## Twórcy
Dla Brum pisali m.in.:
- Anita Bartosik
- Piotr Klatt
- Adam Kowalczyk
- Rafał Księżyk
- Jerzy Owsiak
- Artur Podgórski
- Piotr „Makak” Szarłacki[potrzebny przypis]
- Kuba Wojewódzki (redaktor naczelny)
- Wojciech Wysocki
- Tomasz Żąda
- Tomasz „Maniak” Zrąbkowski[1]